# Al-Bayda, Jemen

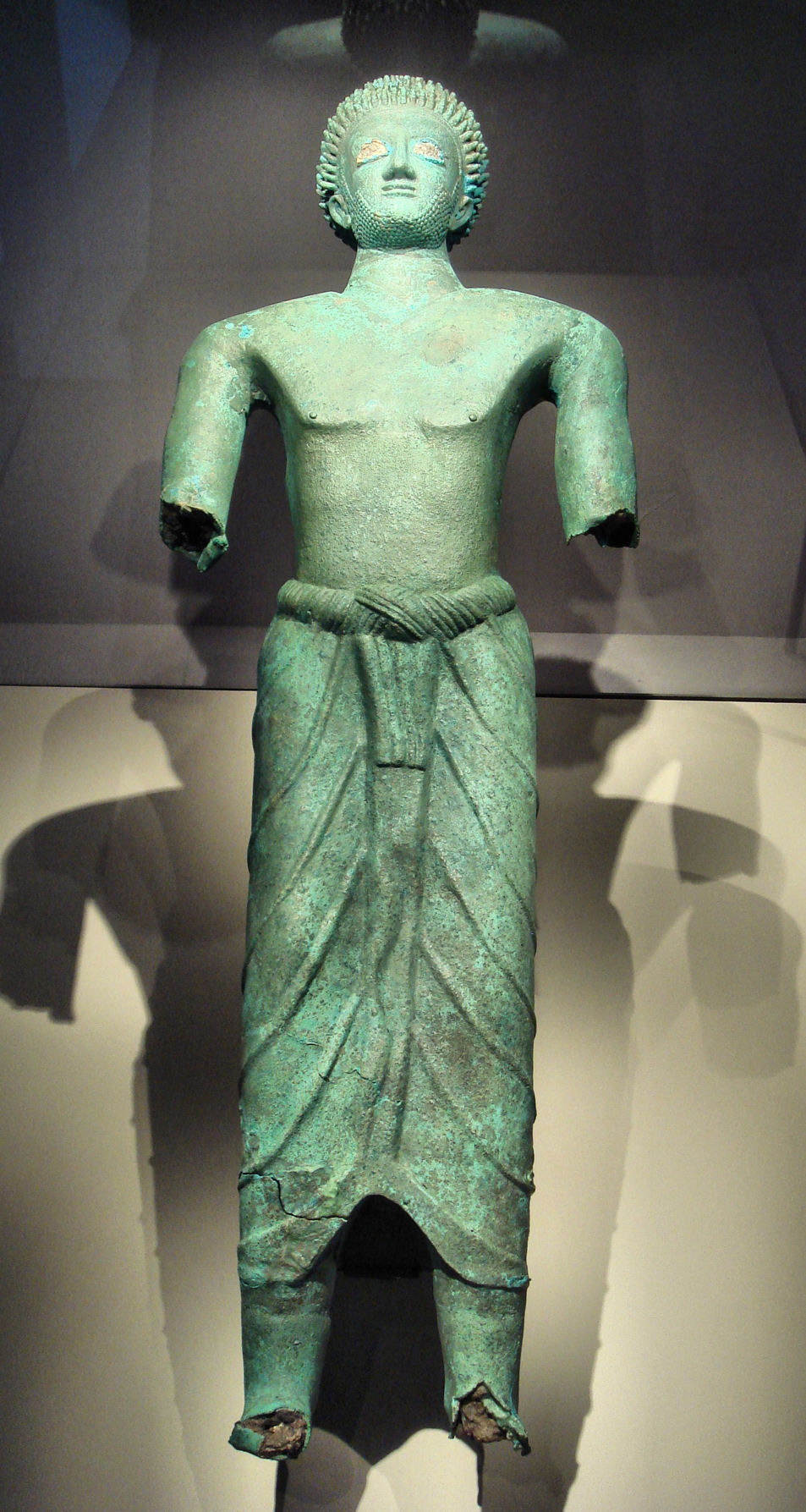
"Bronsmannen" som hittades i Al Bayda'. Bilden togs i Louvren.

al-Bayda (även al-Baidhah eller Beida; arabiska: البيضاء) är en stad i centrala Jemen, i provinsen al-Bayda, med 28 300 invånare (2004).